# Ixtiyor Botirov
Ixtiyor Botirov (ur. 1999) – uzbecki zapaśnik walczący w stylu klasycznym. Brązowy medalista mistrzostw Azji w 2023 i 2025. 
Trzeci na MŚ kadetów w 2016. Mistrz Azji U-23 w 2022 roku.